# Pezens
Pezens là một xã của Pháp, nằm ở tỉnh Aude trong vùng Occitanie. Người dân địa phương trong tiếng Pháp gọi là Pezenois. Pezens có cự ly 7 km so với Carcassonne.
Các xã giáp ranh: Ventenac-Cabardès, Caux-et-Sauzens và Pennautier.

## Hành chính
| Danh sách các xã trưởng                |           |               |      |                  |
| Giai đoạn                              | Giai đoạn | Tên           | Đảng | Tư cách          |
| tháng 3 năm 2008                       | 2014      | Pierre Botsen |      |                  |
| tháng 3 năm 2001                       | 2008      | Jean Diviez   | UMP  | Légion d'honneur |
| Tất cả các dữ liệu trước đây không rõ. |           |               |      |                  |

## Thông tin nhân khẩu
| 1793 | 1800 | 1806 | 1821 | 1831 | 1836 | 1841 | 1846 | 1851 |
| ---- | ---- | ---- | ---- | ---- | ---- | ---- | ---- | ---- |
| 904  | 911  | 999  | 984  | 1019 | 1075 | 1018 | 1025 | 958  |

| 1856 | 1861 | 1866 | 1872 | 1876 | 1881 | 1886 | 1891 | 1896 |
| ---- | ---- | ---- | ---- | ---- | ---- | ---- | ---- | ---- |
| 1030 | 1040 | 1049 | 988  | 1010 | 1046 | 1053 | 1029 | 979  |

| 1901 | 1906 | 1911 | 1921 | 1926 | 1931 | 1936 | 1946 | 1954 |
| ---- | ---- | ---- | ---- | ---- | ---- | ---- | ---- | ---- |
| 993  | 1004 | 871  | 841  | 880  | 920  | 968  | 884  | 917  |

| 1962                                         | 1968 | 1975 | 1982 | 1990 | 1999 | - | - | - |
| -------------------------------------------- | ---- | ---- | ---- | ---- | ---- | - | - | - |
| 914                                          | 934  | 1212 | 1287 | 1090 | 1301 | - | - | - |
| Số liệu kể từ 1962 : dân số không tính trùng |      |      |      |      |      |   |   |   |

Graphique d'évolution de la population 1794-1999